# غادة نافع
غادة نافع (16 مارس 1964 -)، ممثلة مصرية. وهي ابنة الممثلة ماجدة والممثل إيهاب نافع.

## من أعمالها
- فيلم عندما يتكلم الصمت
- مسلسل الحكم مؤجل
- مسلسل البريمو
- فيلم ونسيت أني إمرأة
- مسلسل ساكن قصادي
- مسلسل الجانب الآخر
- مسلسل حرث الدنيا

## وصلات خارجية
- غادة نافع على موقع الدهليز
- غادة نافع على موقع قاعدة بيانات الأفلام العربية